# 복거일
복거일(卜鉅一, 1946년 3월 20일 ~ )은 대한민국의 작가로, 소설과 시, 수필 등을 집필했다. 대전상업고등학교와 서울대학교 경제학과를 졸업했다.

## 활동
충청남도 아산군 출신이다. 대전상업고등학교(현 우송고등학교 전신)를 거쳐 서울대학교 상대 경제학과를 나온 뒤 중소기업은행을 비롯하여 기업, 연구소 등에 16년간을 근무하다가 1983년에 소설창작에 전념하기 위해 직장을 그만두고 자유생활을 선언하였다. 1987년 소설 《비명을 찾아서》로 등단하였는데 이 소설은 대체 역사 소설로는 드물게 한국 주류 문학계에서 관심받는 소설에 속한다. 이후, 소설에 국한하지 않고 시와 소설을 다수 발표하였다. 그리고 대표적인 보수논객으로 활동하고 있다.
1990년 발표한 수필집 '현실과 지향'에서부터, 한국에서는 드물게 자유주의/자본주의의 전파에 앞장서는 보수내 지식인으로서 활동해 왔다.
그는 한국어와 함께 영어를 국어로 사용하는 '영어 공용화' 제안으로 논란의 대상이 되었고, 원화 대신 달러를 통화로 채택하자는 주장으로 탈민족주의를 주장했다. (본인 스스로는 이것을 열린 민족주의라고 표현)
2006년 문화미래포럼이란 비정치적, 자유민주주의, 정부비지원의 기치의 문화단체를 설립하였다.,
현재 암투병(간암) 중에 있지만 치료를 거부하고 치료를 받기보다는 자신의 남은 시간을 집필에 매달리는 쪽을 택하여 신문에 보도되기도 하였다.
복거일은 세월호 침몰 사고를 19세기 영국의 정치가 액턴 경의 얘기를 빌어 ‘권력은 부패하는 경향이 있고, 절대적 권력은 절대적으로 부패한다’라고 평하였다.

## 저서

### 소설
- 《비명을 찾아서》, 문학과지성사, 1987
- 《높은 땅 낮은 이야기》, 문학과지성사, 1988
- 《역사 속의 나그네》, 문학과지성사, 1991
- 《파란 달 아래》, 문학과지성사, 1992
- 《캠프 세네카의 기지촌》, 문학과지성사, 1994
- 《마법성의 수호자, 나의 끼끗한 들깨》, 문학과지성사, 2001
- 《목성잠언집(영역제 The Jovian Sayings)》, 중앙M&B, 2002
- 《숨은 나라의 병아리 마법사》, 문학과지성사, 2005
- 《보이지 않는 손》, 문학과지성사, 2006
- 《그라운드 제로》, 경덕출판사, 2007
- 《애틋함의 로마》, 문학과지성사, 2008 ISBN 9788932018898
- 《내 몸 앞의 삶》, 문학과지성사, 2012
- 《한가로운 걱정들을 직업적으로 하는 사내의 하루》, 문학동네, 2014

### 시집
- 《오장원의 가을》, 문학과지성사, 1995

### 평론집
- 《현실과 지향》, 문학과지성사, 1990
- 《진단과 처방》, 문학과지성사, 1994
- 《소수를 위한 변명》, 문학과지성사, 1997
- 《국제어 시대의 민족어》, 문학과지성사, 1998
- 《영어를 공용어로 삼자》, 삼성경제연구소, 2003 ISBN 8976332180
- 《죽은 자를 위한 변호-21세기의 친일문제-》, 들린아침, 2003
- 《복거일의 세계환상소설사전》, 김영사, 2002
- 《정의로운 체제로서의 자본주의》, 삼성경제연구소, 2005 ISBN 8976332490
- 《자유주의의 시련》, 문학과지성사, 2009
- 《한반도에 드리운 중국의 그림자》, 문학과지성사, 2009
- 《보수는 무엇을 보수하는가》, 도서출판 기파랑, 2011
- 《복거일의 자유롭게 한 걸음》, 곰, 2013

## 같이 보기
- 문화미래포럼
- 《2009 로스트 메모리즈》 - 《비명을 찾아서》를 모티브로 제작된 영화.
- 이문열
- 김현